# Das Geheimnis meines Erfolges
Das Geheimnis meines Erfolges (Originaltitel: The Secret of My Succe$s) ist eine US-amerikanische Filmkomödie aus dem Jahr 1987. Die Regie führte Herbert Ross, das Drehbuch schrieben Jim Cash, Jack Epps Jr. und AJ Carothers. Die Hauptrolle spielte Michael J. Fox.

## Handlung
Der 24-jährige Brantley Foster absolviert die Kansas State University. Er soll eine Stelle in New York antreten, doch sein Arbeitgeber wurde gerade von einem anderen Unternehmen übernommen. Dadurch wird die Belegschaft reduziert, und es kommt gar nicht dazu, dass er die Stelle antritt, sondern vielmehr steht er mit den anderen 90 Prozent der entlassenen Mitarbeiter auf der Straße. Nach vielen weiteren, aufgrund seiner mangelnden Berufserfahrung gescheiterten Bewerbungen wendet er sich an seinen Onkel Howard Prescott. Dieser verschafft ihm einen Job in der Poststelle des Konzerns Pemrose, dem Prescott vorsteht. Diese Position verdankt Prescott seiner Ehe mit Vera, der Tochter des Firmengründers.
Auf den Posttouren durch die Firma gibt ihm sein Kollege Melrose ganz klar zu verstehen, dass die aus den „unteren Ebenen“ die Schlipsträger niemals ansprechen, da sie für diese nicht existieren/sichtbar sind. Da Foster neugierig in der Firmenpost forscht, entdeckt er zahlreiche organisatorische Schwächen des Unternehmens.
Als er außertourlich die Frau eines der Führungskräfte in ihre Villa fährt, erfährt er, nachdem ihn diese verführt hat, dass sie die Frau von Onkel Howard Prescott und somit seine Tante Vera ist. Diese bietet ihm an, ihn bei seinem beruflichen Vorankommen zu unterstützen, was er aber ablehnt, da er es aus eigener Kraft an die Spitze schaffen will. Dennoch lässt er sich auf eine kleine Affäre ein.
Als er bei einer seiner Posttouren in einem der leeren Vorstandsbüros „Probe sitzt“, ergibt es sich, dass er sich einfach das freistehende Büro aneignet und sich als das neue Mitglied des Vorstandes, Carlton Whitfield, ausgibt. Er fordert eine Sekretärin und alle möglichen Büromaterialien an. Da im Bürokomplex rund 30.000 Menschen arbeiten, fällt dies niemandem auf, und da er seinen „neuen Job“ nahezu perfekt macht, fragt auch niemand genauer nach. Bei allem, was er tut, muss er stets darauf achten, dass er als Whitfield nicht auf seinen Onkel trifft. Dieser denkt, Whitfield sei ein Vertrauensmann von Donald Davenport, für den er spioniert und der gerade dabei ist, Pemrose zu übernehmen.
In dieser Rolle trifft er auch erstmals persönlich auf die Finanzexpertin Christy Wills, in die er, seit er sie das erste Mal in der Eingangshalle traf, heimlich verliebt ist. Nach einigen Bemühungen und geschäftlichen Auseinandersetzungen verliebt auch sie sich in ihn und verbringt eine Nacht mit Foster, den sie als Carlton Whitfield kennt. Was Foster nur nicht weiß, ist, dass Wills eine Affäre mit seinem Onkel Prescott hat. Dieser gaukelt ihr vor, dass er seine Frau für sie verlassen würde. In Wirklichkeit denkt er jedoch nicht daran, was er seinem Neffen Foster auch sagt.
Nachdem Prescott ein Übernahmeangebot von Donald Davenport erhält, lädt er sämtliche Vorstandsmitglieder am Wochenende zu einer Party in seine Villa ein. Während der Party beauftragt Prescott Foster, sich um seine Tante Vera zu kümmern, damit er seine bröckelnde Affäre mit Wills kitten kann. Später bittet Prescott Foster, auf Carlton Whitfield – den er noch nie persönlich kennenlernen konnte – aufzupassen, da er der Meinung ist, dass dieser sich an seine Affäre Christy Wills ranmacht. Während der Party stellt Tante Vera ihren Neffen Foster allen wichtigen Geschäftsleuten vor, da sie einen Narren an ihm gefressen hat und ihm – trotz seines Abbruchs ihrer kleinen Affäre – beruflich weiterhelfen will. Alle sind ausnahmslos begeistert von dem smarten Neffen mit den guten Ideen.
In dieser Nacht übernachten Foster und Wills wie auch einige der anderen Gäste im Haus der Prescotts. Sowohl Foster als auch Prescott wollen in dieser Nacht Christy Wills in ihrem Zimmer überraschen. Diese will ihrerseits ebenso wie Tante Vera Foster besuchen und somit schleichen alle vier durch die Villa. Foster und Prescott denken, in der Dunkelheit in das Bett zu Wills zu steigen und werden in diesem Moment von Wills und Vera ertappt. Hier werden dann alle Wirrungen aufgeklärt: Vera erfährt von der Affäre ihres Mannes mit Wills, Foster erfährt, dass Wills Whitfield für Prescott ausspionieren sollte und Prescott erfährt, dass Carlton Whitfield und sein Neffe Brantley Foster ein und dieselbe Person sind. Am Ende dieser ganzen „Aufklärungen“ feuert Prescott Foster und Wills.
Als Foster und Wills zufällig gemeinsam beim Räumen ihrer Büros auf dem Weg zum Aufzug aufeinandertreffen, kommt es erneut zum Streit. Als der Aufzug im Erdgeschoss ankommt und sich die Türen öffnen, küssen sich beide und haben einen Plan. Unterstützt durch Whitfields ehemalige Sekretärin Jean und seinen Freund Melrose aus der Postabteilung entwerfen sie einen Plan zur Rettung der Firma. Mit Hilfe von Tante Vera und ihren Beziehungen in der Geschäftswelt gelingt es ihnen, eine Investorengruppe aufzubauen, die Pemrose direkt an die Spitze bringen wird:
Vera übernimmt 51 Prozent des gesamten Aktienkapitals von Pemrose und wird von Foster/Whitfield auf der nächsten Vorstandskonferenz, auf der auch Donald Davenport anwesend ist, um über die Übernahme durch seine Firma zu verhandeln, als zukünftige Chefin der Firma vorgestellt. Sie entlässt ihren Ehemann und übernimmt selbst die Stelle der Vorstandsvorsitzenden. Daraufhin setzt sie ihren Neffen und dessen Freunde an die Geschäftsspitze und übernimmt ihrerseits die Firma von Donald Davenport, weil sie auch von dessen Firma den dafür nötigen Aktienanteil gekauft hat.
In der Abschlussszene fahren Foster und Wills, mittlerweile verlobt, sowie Tante Vera und Melrose, der nun mit ihr zusammen ist, mit der firmeneigenen Limousine zur Oper, dessen Chauffeur Fosters ehemaliger Vorgesetzter aus der Postabteilung ist, der ihn damals unfair behandelt hat.

## Synchronisation
| Rolle                               | Darsteller         | Sprecher                 |
| ----------------------------------- | ------------------ | ------------------------ |
| Brantley Foster (Carlton Whitfield) | Michael J. Fox     | Sven Hasper              |
| Christy Wills                       | Helen Slater       | Cornelia Meinhardt       |
| Howard Prescott                     | Richard Jordan     | Joachim Kerzel           |
| Vera Prescott                       | Margaret Whitton   | Kerstin Sanders-Dornseif |
| Fred Melrose                        | John Pankow        | Ronald Nitschke          |
| Barney Rattigan                     | Christopher Murney | Helmut Gauß              |
| Art Thomas                          | Gerry Bamman       | Norbert Langer           |
| Donald Davenport                    | Fred Gwynne        | Arnold Marquis           |
| Jean                                | Carol Ann Susi     | Hansi Jochmann           |
| Grace Foster                        | Elizabeth Franz    | Monica Bielenstein       |
| Angestellter                        | Bruce McGill       | Andreas Mannkopff        |

## Kritiken
Roger Ebert schrieb in der Chicago Sun-Times vom 10. April 1987, der Film wirke, als entstamme das Drehbuch den 1950er Jahren. Es sei nicht ganz schlecht („there's really nothing wrong with the premise“), es hätte aber klüger sein können. Keine der Figuren habe irgendwelche ethischen Grundsätze, was den Filmautoren nicht aufzufallen scheine.
Rita Kempley schrieb in der Washington Post vom 10. April 1987, der Film sei nicht nur „ein weiterer harmloser dummer Film“ („just another harmless dumb movie“), sondern das Ende der Zivilisation und der Filmkunst. Sie verglich den Film mit den Sendungen von MTV. Außerdem verspottete sie das Drehbuch der Autoren, die auch für Filme wie Top Gun und Staatsanwälte küßt man nicht verantwortlich zeichnen. Der Schnitt mit „Madonna-artigen musikalischen Auftritten“ („Madonnaesque musical interludes“) trage das, was von der Handlung übrig bleibt.
Das Lexikon des internationalen Films fand eine „unreflektierte Aufsteigermentalität“ in dem Film, der zwar „handwerklich solide, aber ohne Leben inszeniert“ sei. Weiterhin stelle er die „moderne Luxuswelt als einzig erstrebenswertes Ziel“ dar.

## Vergleichbare Werke
Der Film gehört zum gleichen Genre wie das 1961 erstmals aufgeführte und 1967 verfilmte Musical How to Succeed in Business Without Really Trying. Wie in Das Geheimnis meines Erfolges ist in der Musicalkomödie ein Bürohochhaus in New York zentraler Handlungsort, und die Hauptperson beginnt ihren rasanten und mit amourösen Verwicklungen begleiteten Aufstieg innerhalb der Firma in der jeweiligen Poststation und erhält bald ein eigenes Büro.
Das Geheimnis meines Erfolges wurde auch mit Oliver Stones acht Monate später in die Kinos gebrachten Filmdrama Wall Street verglichen, das ebenfalls in der Geschäftswelt New Yorks angesiedelt ist. Trotz der sehr unterschiedlichen Grundstimmungen beider Filme gebe es bemerkenswert viele vergleichbare Handlungsstränge, insbesondere der Aufstieg mit Hilfe zweifelhafter Mittel und die Beziehungskonstellationen, aber auch das Leben in billigen kleinen Mietwohnungen und die Besuche in den Wochenendanwesen der Wohlhabenden.

## Trivia
In den ersten Minuten des Films während der Monologe der Eltern sind diverse Top-Models der 90er Jahre in Straßenszenen in New York zu sehen, unter anderem Cindy Crawford und Tatjana Patitz.

## Auszeichnungen
Jack Blades, David Foster und Michael Landau wurden im Jahr 1988 für das Lied The Secret of My Success für den Golden Globe Award nominiert. David Foster gewann 1988 den BMI Film Music Award.